# Hrvatski dnevnik (Sarajevo)
Hrvatski dnevnik je bio hrvatski dnevni list iz Sarajeva. Izlazio je od 1906. do 1. studenoga 1918. godine. Bio je najvažnije hrvatsko političko glasilo u B. i H. Izlazio je svaki dan osim nedjelje i blagdana.
Pun naslov novina bio je „Hrvatski dnevnik za interese bosansko-hercegovačkih Hrvata”.

## Povijest
Prvi broj je objavljen 2. siječnja 1906. s programskim uvodnikom „Naš cilj, naša sredstva“. Prvi odgovorni urednik bio je Milan Kras. Od srpnja do studenog urednik je bio Kerubin Šegvić, a u prosincu Ivo Andrović. U godini 1908. odgovorni urednik bio je Rudolf Bojić; 1910. godine odgovorni urednik za većinu brojeva bio je Kalist Tadin.
Od 1906. ga je godine uređivao Kerubin Šegvić, koji je zbog svojih stajališta bio protjeran iz BiH. Od br. 139 uređivao ga je Kalikst Tadin, od br. 208 Ambrozije Benković. Poslije 1917. uređivao ga je Ivo Pilar. Od broja 151 uređivao ga je Rudolf Dohnalek. List je prestao izlaziti 1918. godine. Nadomjestio ga je Hrvatski branik: list za politiku i gospodarstvo čiji je urednik bio Rudolf Dohnalek. Prvi broj nadomjestka izašao je 3. studenoga 1918. godine, imao je vlastitu numeraciju i izlazio je neredovito.
Urednik Kalikst Tadin i suradnik Rudolf Bojić bili su u upravnom odboru Udruženja novinara i književnika Bosne i Hercegovine.

### Članci
- Zovkić, Mato. 2020. Karlo Cankar, Slovenac svećenik u Bosni (1877.-1953.). Vrhbosnensia. Univerzitet u Sarajevu – Katolički bogoslovni fakultet. Sarajevo. 24 (1): 59–101

## Vanjske poveznice
- Historijski arhiv Sarajevo